# 525 أديلايد
525 Adelaide كويكب من النوع إس  ينتمي 525 Adelaide إلى عائلة فلورا في حزام الكويكبات.
اكتشف من قبل الفلكي الأمريكي جويل هاستينغز ميتكالف في 21 أكتوبر 1908 في مدينة تونتون في الولايات المتحدة في مقاطعة بريستول (ماساشوستس).

## وصلات خارجية
- 525 أديلايد في قاعدة بيانات مختبر الدفع النفاث لأجرام النظام الشمسي الصغيرة

- الاكتشاف · مخطط المدار ·  العناصر المدارية · المعلمات المادية